# Paul Zimmerreimer
Friedrich Karl Paul Zimmerreimer (* 6. Dezember 1875 in Berlin; † 16. März 1943 ebenda) war ein deutscher Architekt, der in Berlin ansässig und tätig war.

## Leben
Zimmerreimer war ab spätestens 1904 in Berlin selbständig tätig. Um 1909 arbeitete er mit dem Architekten Johann Emil Schaudt zusammen, über die genaue Art der Zusammenarbeit finden sich in jüngerer Literatur widersprüchliche Angaben, eine Sozietät oder Bürogemeinschaft lässt sich aber z. B. in den Berliner Adressbüchern dieser Jahre nicht nachweisen. Als gemeinsames Projekt ist das Bierhaus Siechen am Potsdamer Platz belegt, bei dem es allerdings zu einem – anscheinend vor Gericht geklärten – Streit um die Urheberschaft kam.
Der Schweizer Architekt Otto Rudolf Salvisberg kam 1908 nach Berlin und war zunächst Mitarbeiter im Büro von Schaudt, dann im Büro von Zimmerreimer, wo er bis 1914 blieb. Trotz seines Status als Angestellter wurde er mehrfach in Publikationen ausdrücklich als Entwurfsurheber von Bauten des Büros Zimmerreimer genannt, zumindest für bestimmte Entwürfe muss Zimmerreimer ihm also wohl freie Hand gelassen haben. Ob nach 1914 ein anderer Mitarbeiter Zimmerreimers eine vergleichbar wichtige Rolle gespielt hat, ist nicht belegt.
In der Phase der beginnenden Moderne um 1910 zeichnen sich Zimmerreimers Büro- und Geschäftshäuser durch die Verbindung von expressionistischer Ausdruckskraft, die sich in seiner Vorliebe für bildhauerisch-plastische Fassadengestaltung zeigt, mit der Strenge einer klaren Gestaltung im Stil einer Neorenaissance aus.
In den 1920er und 1930er Jahren baute Zimmerreimer vornehmlich Wohnanlagen für Wohnungsbaugenossenschaften und -vereine, stilistisch erhält sein Schaffen in dieser Phase Einflüsse des Neuen Bauen. Der Architekturkritiker Werner Hegemann würdigte Zimmerreimers Wohnungsbau: „Es gehört zu den unbestreitbaren und international gewürdigten Verdiensten von Baumeistern wie Paul Zimmerreimer, daß sie heute wieder ganze Straßenzüge, ja ganze Siedlungen als Einheiten zu begreifen und künstlerisch zu gestalten vermochten.“
Paul Zimmerreimer starb 1943 im Alter von 67 Jahren in Berlin. Beigesetzt wurde er auf dem Friedhof Zehlendorf. Das Grab ist nicht erhalten.

## Bauten

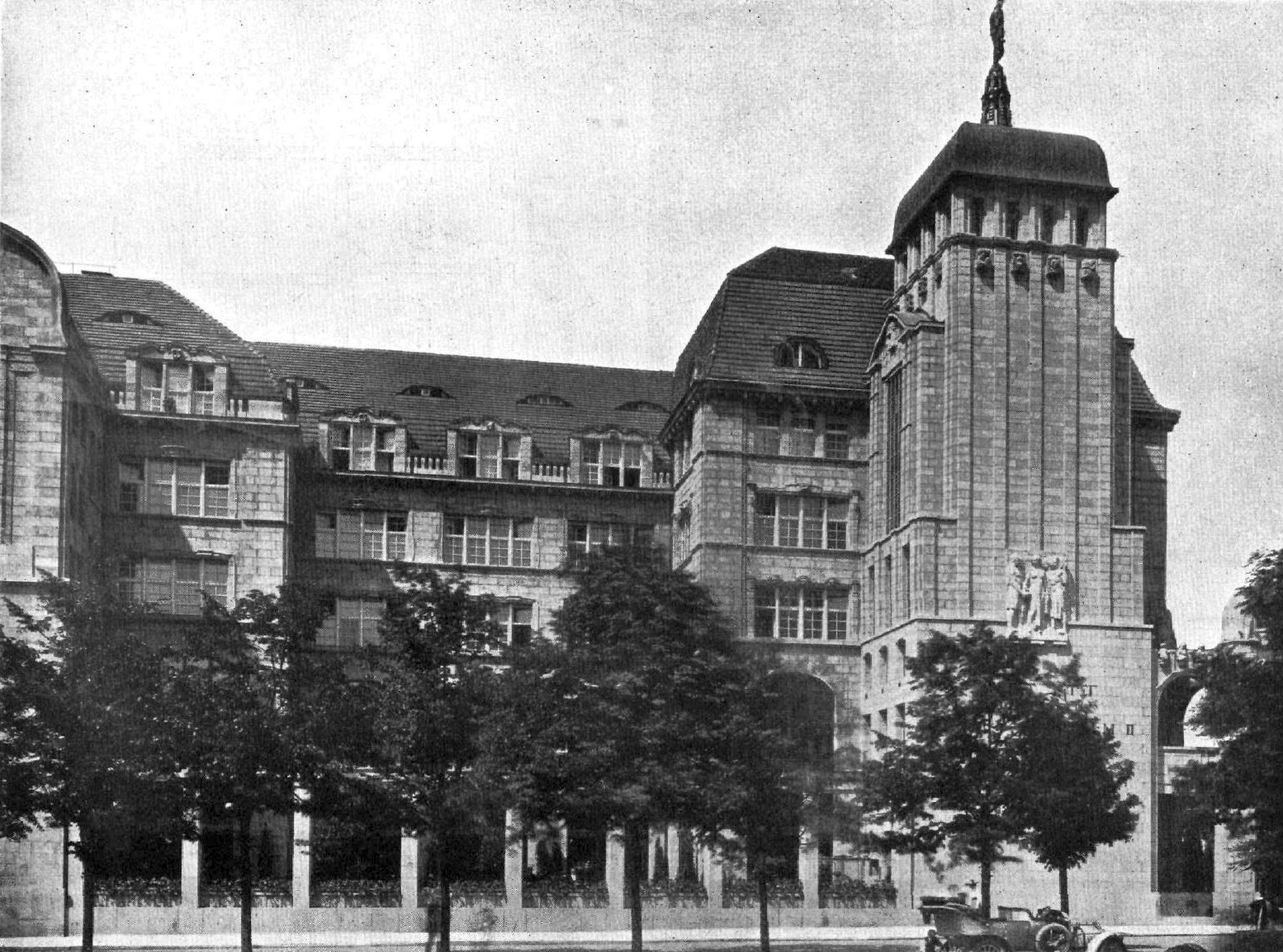
Bierhaus Siechen (1909–1910)

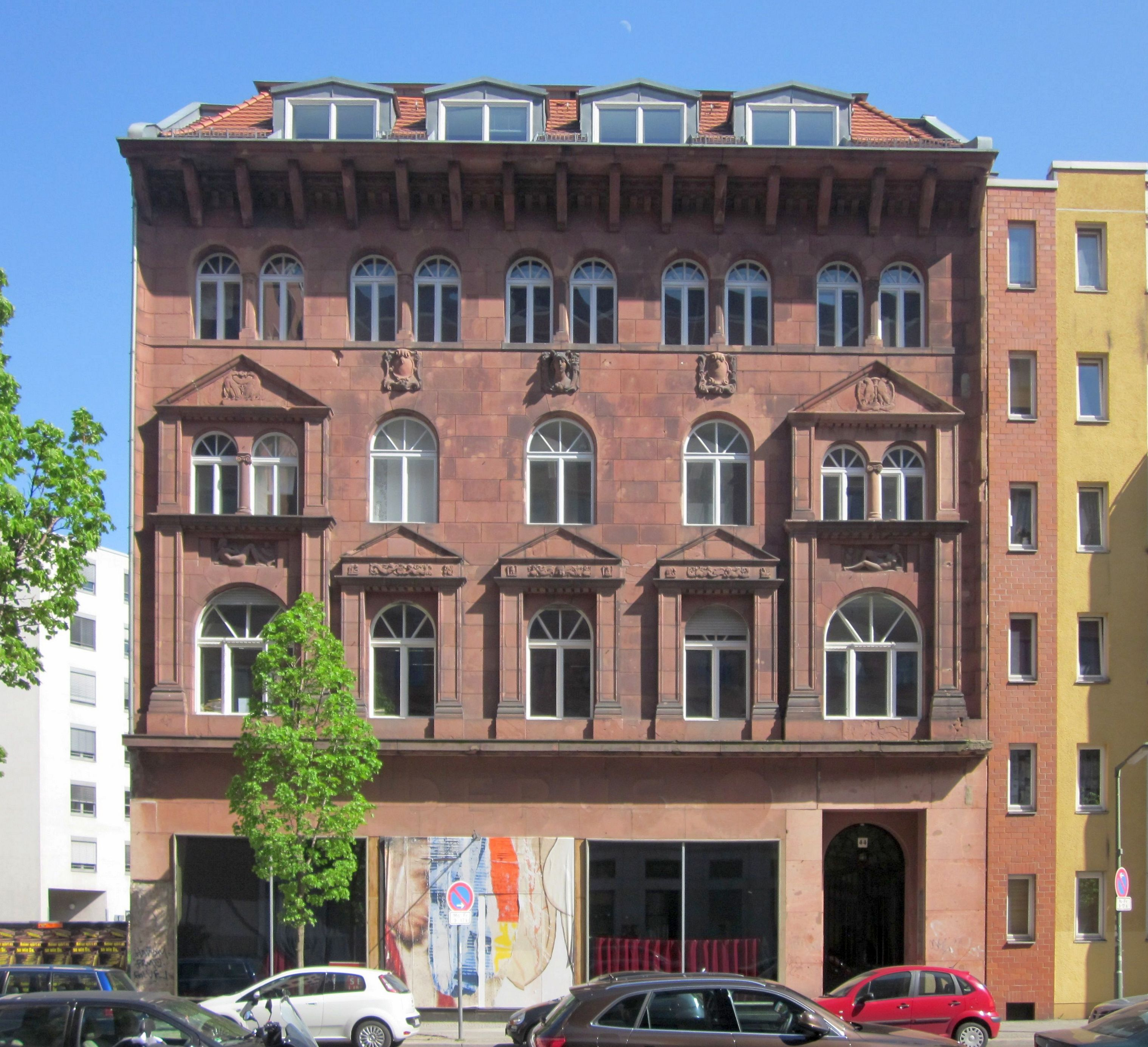
Gebäude Köthener Straße 44 (1911)

- 1904–1905: Wohn- und Geschäftshaus für die Koepjohann’sche Stiftung in Berlin-Mitte, Schiffbauerdamm 8 / Albrechtstraße 13 (gemeinsam mit Kurt Berndt; unter Denkmalschutz)[4][5]
- 1907–1909: Wohnhaus für Hugo Braeß in (Berlin-)Charlottenburg-Westend, Lindenallee 5 / Nußbaumallee 7[6]
- 1908–1909: Wohnhaus in (Berlin-)Charlottenburg, Halmstraße 2/3 (unter Denkmalschutz)[7]
- 1909–1910: Büro- und Geschäftshaus mit Gastwirtschaft Bierhaus Siechen in Berlin-Mitte, Potsdamer Platz 3 (gemeinsam mit Johann Emil Schaudt; im Zweiten Weltkrieg zerstört)[8]
- 1911: Bankgebäude für den Deutschen Creditverein in Berlin-Kreuzberg, Köthener Straße 44 (unter Denkmalschutz)[9]
- 1911: „Terrassenabschluss“ der Brauerei Pfefferberg in Berlin-Prenzlauer Berg, Schönhauser Allee 176 (ein- bis zweigeschossiger Gastronomiebau mit Dachterrasse als Biergarten; Entwurf von Otto Rudolf Salvisberg[10]; unter Denkmalschutz[11])
- 1912: Zweifamilienwohnhaus für Heinrich und Otto Neutze in Berlin-Dahlem, Drosselweg 3 / Pacelliallee (Entwurf von Otto Rudolf Salvisberg; unter Denkmalschutz)[12]
- 1912: Mehrfamilienhaus-Paar in Berlin-Schmargendorf, Hohenzollerndamm 87 und Egerstraße 12 (Entwurf von Otto Rudolf Salvisberg; unter Denkmalschutz)[13]
- 1912: Umbau eines Wohn- und Geschäftshauses zum Tanzpalast Bal Tabarin in Berlin-Mitte, Jägerstraße 58 (Entwurf von Otto Rudolf Salvisberg; unter Denkmalschutz)[14][15]
- 1912: Umbau eines Wohn- und Geschäftshauses in Berlin-Mitte, Friedrichstraße 171 / Französische Straße 20 (unter Denkmalschutz)[16]
- um 1912: Verwaltungsgebäude der Spiritus-Zentrale GmbH in Berlin-Tiergarten, Schellingstraße 14/15 (nicht erhalten)[17]
- 1912–1913: Büro- und Geschäftshaus „Lindenhaus“ in Berlin-Kreuzberg, Lindenstraße 38 / Oranienstraße 98–98a (Entwurf von Otto Rudolf Salvisberg; im Zweiten Weltkrieg schwer beschädigt, Ruine 1965 abgebrochen)[18]
- 1921–1922: Wohnhaus-Gruppe in Berlin-Schlachtensee, Matterhornstraße 38, 40 und 42 (unter Denkmalschutz; Nr. 42 von Zimmerreimer selbst bewohnt, später Residenz des finnischen Botschafters in Berlin)[19][20][21]
- 1922: Wohnhaus für Wilhelm Müldner in Berlin-Nikolassee, Reifträgerweg 6 (unter Denkmalschutz)[22]
- 1925: Wohnbebauung für die Emil Heinicke AG in Berlin-Mitte, Friedrichstraße 192A–H / Claire-Waldoff-Straße 10/12 (unter Denkmalschutz)[23]
- 1925–1928: Wohnanlage für die Gemeinnützige Siedlungsgenossenschaft Lichterfelde-West Berlin-Lichterfelde, Finckensteinallee (unter Denkmalschutz)[24]
- 1925–1930: Wohnanlage für die Wittelsbach Grundstücks-AG und die Haus Gartenheim Sächsische Straße GmbH in Berlin-Wilmersdorf, Württembergische Straße / Pommersche Straße / Wittelsbacher Straße / Sächsische Straße / Zähringerstraße (unter Denkmalschutz)[25]
- 1926: Mehrfamilienhaus-Gruppe für die Wittelsbach Grundstücks-AG in Berlin-Wilmersdorf, Württembergische Straße 11–14 (unter Denkmalschutz)[26]
- 1926–1928: Wohnanlage Webershof für die Baugenossenschaft „Vaterland“ Berlin-Lichtenberg, Delbrückstraße / Marie-Curie-Allee (bis 1951: Capriviallee)
- 1927: Wohnbebauung in Berlin-Wilmersdorf, Württembergische Straße 21–24 / Zähringerstraße 3–5 (unter Denkmalschutz)[27]
- 1927: Wohnanlage Engelmannweg II für die Berliner und Charlottenburger Wohnungsbaugenossenschaft in Berlin-Reinickendorf, Engelmannweg / Auguste-Viktoria-Allee / Zobeltitzstraße (unter Denkmalschutz)[28]
- 1928–1930: Wohnanlagen Pankow I–III für den Beamten-Wohnungs-Verein zu Berlin in Berlin-Pankow, Wisbyer Straße / Neumannstraße / Spiekermannstraße (unter Denkmalschutz)[29]
- 1928–1929: Wohnanlage Steglitz II für den Beamten-Wohnungs-Verein zu Berlin in Berlin-Steglitz, Klingsorstraße (unter Denkmalschutz)[30]
- 1929–1930: Wohnanlage 19 in Berlin-Wilmersdorf für den Wohnungsbauverein Neukölln, Barstraße u. a.[31]
- 1929–1936: Wohnanlage „Attilahöhe“ für den Berliner Spar- und Bauverein in Berlin-Tempelhof, Attillastraße (unter Denkmalschutz)[32]
- 1936: Wohnanlage für die Grundstücksgesellschaft Rehwiese-Mittelweg mbH in Berlin-Nikolassee, Albiger Weg